# WEAVER (アルバム)
『WEAVER』（ウィーバー）は、WEAVERのアルバム。2022年10月21日にA-Sketchから発売された。

## 解説
前作『流星コーリング』及び、ベストアルバムの『ID 2』から約3年ぶりのアルバムリリースとなり、2023年2月を以て解散したWEAVERの解散前最後のアルバムとなった。
本作はバンド名からタイトルが取られたセルフタイトル作品であり、ジャケットは、河邉が撮り下ろした上長瀞駅のホームの写真となっている他、奥野によるディレクションを中心にアレンジをし、ミックスを杉本が手掛けるというように、全てがメンバー監修によるセルフプロデュース作品となった。
2022年7月20日に、本作の収録曲やジャケットなどの詳細が発表され、7月27日に「On Your Side」が、9月28日に「33番線」が本作発売に先駆けて先行配信された。
発売日前日に、本作のブックレットの一部クレジット表記に脱字が発覚した為、後日ブックレットが交換されると発表された。
アルバムリリース後の12月から、本作の収録曲を中心に披露するライブハウスツアー WEAVER LAST TOUR 2022「The Songs Are On Your Side」が開催された。

## 収録内容
| 全編曲: WEAVER。 |                                            |           |           |       |
| #                | タイトル                                   | 作詞      | 作曲      | 時間  |
| 1.               | 「on the rail (seeing the scenery)」       | 河邉徹    | 奥野翔太  | 1:11  |
| 2.               | 「33番線」                                 | 河邉徹    | 奥野翔太  | 3:45  |
| 3.               | 「LIVE GAGA」                              | 河邉徹    | 杉本雄治  | 3:42  |
| 4.               | 「エンドロール」                           | 河邉徹    | 奥野翔太  | 4:15  |
| 5.               | 「I Promise」                              | 杉本雄治  | 杉本雄治  | 3:42  |
| 6.               | 「キューブライト」                         | 河邉徹    | 奥野翔太  | 3:57  |
| 7.               | 「タペストリー」                           | 河邉徹    | 杉本雄治  | 4:20  |
| 8.               | 「それでいいから」                         | 河邉徹    | 奥野翔太  | 4:23  |
| 9.               | 「On Your Side」                           | 杉本雄治  | 杉本雄治  | 3:14  |
| 10.              | 「Don’t look back」                        | 河邉徹    | 奥野翔太  | 3:35  |
| 11.              | 「HIKARI」                                 | 杉本雄治  | 杉本雄治  | 4:17  |
| 12.              | 「on the rail (arriving at the terminal)」 | 河邉徹    | 奥野翔太  | 1:49  |
| 13.              | 「光と呼ぶもの」(CD限定ボーナス・トラック) | 河邉徹    | 杉本雄治  | 4:22  |
| 合計時間:        | 合計時間:                                  | 合計時間: | 合計時間: | 46:32 |

| 2020.10.10 WEAVER『CARRY ON』リリース記念オンラインライブ |                          |      |            |
| #                                                         | タイトル                 | 作詞 | 作曲・編曲 |
| 1.                                                        | 「マーメイド」           |      |            |
| 2.                                                        | 「2次元銀河」            |      |            |
| 3.                                                        | 「だから僕は僕を手放す」 |      |            |
| 4.                                                        | 「くちづけDiamond」      |      |            |
| 5.                                                        | 「Beloved」              |      |            |
| 6.                                                        | 「I would die for you」  |      |            |
| 7.                                                        | 「KOKO」                 |      |            |
| 8.                                                        | 「Loop the night」       |      |            |
| 9.                                                        | 「Shine」                |      |            |
| 10.                                                       | 「カーテンコール」       |      |            |
| 11.                                                       | 「CARRY ON」             |      |            |

| 2021.4.18 WEAVER 16th TOUR 2021『LIVE GAGA』＠EX THEATER ROPPONGI |                                                                            |      |            |
| #                                                                 | タイトル                                                                   | 作詞 | 作曲・編曲 |
| 1.                                                                | 「Welcome!」                                                               |      |            |
| 2.                                                                | 「66番目の汽車に乗って」                                                   |      |            |
| 3.                                                                | 「Boys & Girls」                                                           |      |            |
| 4.                                                                | 「S.O.S.」                                                                 |      |            |
| 5.                                                                | 「ティンカーベル」                                                         |      |            |
| 6.                                                                | 「Another World」                                                          |      |            |
| 7.                                                                | 「メドレー」(春色グラフィティー〜『あ』『い』をあつめて〜やさしい詩〜春に) |      |            |
| 8.                                                                | 「I would die for you」                                                    |      |            |
| 9.                                                                | 「タペストリー」                                                           |      |            |
| 10.                                                               | 「Shine」                                                                  |      |            |
| 11.                                                               | 「くちづけDiamond」                                                        |      |            |
| 12.                                                               | 「管制塔」                                                                 |      |            |
| 13.                                                               | 「だから僕は僕を手放す」                                                   |      |            |
| 14.                                                               | 「Loop the night」                                                         |      |            |
| 15.                                                               | 「CARRY ON」                                                               |      |            |
| 16.                                                               | 「LIVE GAGA」(Encore)                                                      |      |            |
| 17.                                                               | 「Shall we dance」(Encore)                                                 |      |            |

## 楽曲解説
on the rail (seeing the scenery)
本楽曲は、今までのほぼ全てのWEAVERの楽曲で用いられてきた先にメロディを作り後から詞を乗せる「メロ先」ではなく、先に作詞をし、後から曲をつける「詞先」という作曲方法が用いられた。本作の最後の楽曲と繋がっているアルバムの入口となる楽曲。
33番線
2022年9月28日に先行配信された楽曲。
奥野曰く、メロディーやアレンジは本作発売の一年以上前にはほとんど完成していたが、本作への収録に伴い、河邉が歌詞をつけたことにより完成した。本楽曲は、サビのメロディーから作り始め、次にコードとリズム、イントロのシンセフレーズ、といった順番で制作された。当初の仮タイトルは「おくの53(opening)」。
LIVE GAGA
2021年4月28日に配信シングルとしてリリースされた楽曲。
熱狂する、夢中になるといった意味を持つ「GAGA」という単語に、夢中になって音楽を楽しんでほしいという想いを込めており、コロナ禍の時代だからこそ届けたいライヴ・アンセムとなっている。
エンドロール
奥野曰く「自分好みのベースラインを弾き倒せる曲」をコンセプトにしており、ベースの主張が強い楽曲になっている。
I Promise

キューブライト
「愛したいけど愛せない」ことを歌っている楽曲となっており、奥野曰く、アップテンポかつ、ロック感のあるリフに、WEAVERらしい切なさを意識して制作したという。
タペストリー
2021年2月17日に配信シングルとしてリリースされた楽曲。
もう傍にいない、忘れられない人のことを思った歌となっており、記憶の象徴として1stアルバムの「Tapestry」と同じタイトルにしたという。
それでいいから
奥野が、歌とピアノだけの曲があれば、杉本の歌の魅力を引き出せるのではと思い、杉本の為に書いた楽曲となっている。
On Your Side
2022年7月27日に先行配信された楽曲。
この楽曲について杉本は、「前作からの3年間で感じたことと、これからへの思いが詰まった曲」だと述べている。
Don’t look back
WEAVERの新たな夏の定番ソングを作ろうという思いで作り始めたものの、完成が夏に間に合わず、アルバムのコンセプトも変わってしまった為、一度収録曲の候補から外れていたが、本作の収録曲に明るい曲調の楽曲が少ないことに気が付き、この楽曲が収録された。
本楽曲は、杉本と奥野によるツインボーカルとなっている。
HIKARI
バンド解散が決まってから制作されたといい、聴く人の未来を照らす「光」が歌詞に散りばめられた楽曲となっている。
on the rail (arriving at the terminal)
アルバムの入口と出口に同じモチーフの曲を置くことで、アルバムの曲ごとの世界観をひと繋ぎにしてくれるのではと考えた奥野が河邉の歌詞を追加し、後から河邉が微調整を行い完成した。本作の最初の楽曲と繋がっているアルバムの出口となる楽曲。
光と呼ぶもの
2021年10月21日に発売された河邉徹5作目の小説『蛍と月の真ん中で』をテーマに制作された楽曲。
2019年に行われたデビュー10周年記念公演「10th Anniversary Live 最後の夜と流星〜We're Calling You〜」の最後に初披露され、本公演のパッケージ化に伴い、本楽曲のライブ映像も収録されていたが、本作で正式に音源化となった。
CD限定のボーナストラックとしての収録となった為、各音楽配信サービスなどでは配信されていないが、WEAVERの解散後に配信リリースされたライブ音源『WEAVER LAST LIVE 「Piano Trio〜2004→2023～」 at 神戸国際会館こくさいホール公演』の収録曲「Memories Always With You メドレー」内で披露された為、音楽配信サービスではサビのみ聴くことができる。

## タイアップ
| 年     | 楽曲         | タイアップ                                 |
| ------ | ------------ | ------------------------------------------ |
| 2021年 | タペストリー | 「株式会社スミック」ブランドムービー主題歌 |